# الأوركسترا والكورال الوطني السعودي
الأوركسترا والكورال الوطني السعودي هي فرقة موسيقية وطنية سعودية، تحت مظلة هيئة الموسيقى التابعة لوزارة الثقافة السعودية. تأسست عام 2021، لتمثيل السعودية في المحافل المحلية والعالمية.

## المشاركات الدولية

### روائع الأوركسترا السعودية
هي مبادرة من هيئة الموسيقى وهيئة المسرح والفنون الأدائية، تجوب خلالها الفرقة الوطنية عدد من المدن العالمية، لتقديم الموسيقى السعودية. بدأت بباريس عاصمة فرنسا، ثم مدينة مكسيكو في المكسيك، ثم نيويورك في الولايات المتحدة الأمريكية.
- باريس

شاركت الأوركسترا والكورال السعودي بحفل موسيقي في قاعة "" في 7 أكتوبر 2022، وذلك بباريس مع الأوركسترا الفرنسية الفيلهارمونية. تكونت الأوركسترا السعودية من 22 عازف و40 مغني، خلال الحفل كان هناك عزف منفرد للأوركسترا الفيلهارمونية الفرنسية لمقطوعة "مدينة جدة" لمؤلفها الكلاسيكي الإيطالي برناردي، وعزف منفرد لأغاني فلكلورية سعودية لمختلف الفنون الشعبية كالمجرور والمزمار والخبيتي والسامري، وعزف مجموعة من المقطوعات الكلاسيكية العالمية، كذلك عزف وغناء ميدلي من أجمل الأغاني السعودية مثل شرطان الذهب، كل ما نسنس، مجموعة إنسان، أقرب الناس، من عذابي.
- مكسيكو سيتي

شاركت الأوركسترا والكورال السعودي في حفل موسيقي على المسرح الوطني بعاصمة الولايات المتحدة المكسيكية "مكسيكو سيتي" في 14 يونيو 2023، وتضمنت الأوركسترا السعودية 33 عازف، و39 مغني، و40 مؤدي من فرقة الفنون الأدائية، إلى جانب 57 عازفاً موسيقياً من أوركسترا كارلوس تشافيز المكسيكية، ومارياتشي فرقة باليه فولكلوريكو المكسيكية لأماليا هيرنانديز. بدأت الأوركسترا السعودية بأغنية المروتين" للفنان طارق عبدالحكيم مع فن "الدانة" الأدائي ، ثم أغنية "ذا غرامك" ورافقها الفن الأدائي "الينبعاوي"، وتلاها أغنية "صبولي فنجان" والفن الأدائي رايح، ثم أغنية "ستل جناحه" للفنان محمد عبده بمرافقة الفن الأدائي "السامري"، وبعدها قُدمت أغنية "يا أهل الشميسي" للفنان بشير شنان بمرافقة الفن الأدائي "الخبيتي"، ثم قُدمت أغنية "ضامني ام برد" مع فن الخطوة، واختتم العرض بأداء الأوركسترا والكورال السعودي لأغنيةٍ مكسيكية.
- نيويورك

شاركت الأوركسترا والكورال الوطني السعودي في حفل على مسرح دار الأوبرا متروبوليتان في مركز لينكولن بمدينة نيويورك في الولايات المتحدة الأمريكية في 17 سبتمبر 2023، بعرض موسيقي مزج الموسيقى التقليدية بالفولكلورية إلى جانب الفنون الأدائية من مختلف مناطق السعودية والتي تبلغ 13 منطقة. بدأ الحفل بمشاركة 80 موسيقي من فرقة الأوركسترا والكورال الوطني السعودي بمعزوفة أغنية الفنان محمد عبده "صوتك يناديني"، لتعرض الفرقة بعدها بوجود 60 مؤدي من هيئة المسرح والفنون الأدائية مجموعةً من الفنون الأدائية السعودية المتنوعة، وهي فن الدانة مع أغنية "على العقيق"، وفن الليوة مع أغنية "معشوقتي"، وفن الخطوة مع أغنية "ضامني ام برد"، وفن المجرور مع أغنية "يا ساجعات الحمام"، وفن السامري مع أغنية "تستاهل الحب"، وفن الربش مع أغنية "ما تشابه"، وفن الينبعاوي مع أغنية "مدر الشراع"، لتختتم الفرقة القسم الأول من الحفل بأغنية " Fly me to the moon" بإيقاعات وعزف شرقي سعودي. وقدمت المغنية الأوبرالية السعودية ريماز العقبي بقِطع أوبرالية عالمية، فيما قدمت فرقة الجاز الأمريكية ديزي جيلسبي مجموعة من أشهر المقطوعات الموسيقية العالمية، لتشارك معها فرقة الأوركسترا والكورال الوطني في عرض مشترك بمجموعة من الأغاني، لتُختَتم بعدها بعزف وغناء ميدلي لمجموعة من الأغاني السعودية.
- البحرين

شاركت السعودية في مهرجان البحرين الدولي 32 بالمنامة، بتنظيم من هيئة البحرين للثقافة والآثار في أكتوبر2023، وقدمت الأوركسترا والكورال الوطني السعودي أغانٍ سعودية تصاحبها عروض أدائية لمختلف الألوان الشعبية من مختلف مناطق السعودية.
- لندن

في 28 سبتمبر 2024م أقامت هيئة الموسيقى حفل "روائع الأوركسترا السعودية" في محطته الرابعة بمسرح سنترل هول وستمنستر في لندن، وذلك بمشاركة 100 موسيقي ومؤد من فرقة الأوركسترا والكورال الوطني السعودي. قدمت الأوركسترا السعودية 3 ألوان من التراث الغنائي السعودي وهي: السامري والينبعاوي وفن الربش، وأدت أغنية "Roiling in the Deep" للفنانة أديل باللون السعودي، واختتم الحفل بتعاون وأداء مشترك للأوركسترا السعودية مع الأوركسترا الفلهارمونية الملكية البريطانية.
- طوكيو

في 22 نوفمبر 2024 أقامت هيئة الموسيقى حفل موسيقي في طوكيو على مسرح "طوكيو أوبرا سيتي" بمشاركة 100 مؤدٍ وموسيقي من الأوركسترا والكورال الوطني السعودي، قدموا فيه عزف متناغم لميدلي الإنمي باللحن السعودي، كما قدموا عزف افتتاحية العلا من تأليف عمر خيرت، واُختتم الحفل بأداء مشترك للأوركسترا السعودية مع أكاديمية أوركسترا جامعة طوكيو للموسيقى.
- الرياض

في 16 يناير 2025، لأول مرة في تاريخ الأوركسترا السعودية، شهد مركز الملك فهد الثقافي انطلاق حفل «روائع الأوركسترا السعودية» في العاصمة الرياض، بتنظيم من هيئة الموسيقى السعودية، مما أتاح لمحبي نغمها الاستمتاع بها في وطنهم.